# Lista över fornlämningar i Kristianstads kommun (Everöd)
Lista över fornlämningar i Kristianstads kommun (Everöd) är en förteckning av ett urval av de fornlämningar som finns i Everöd i Kristianstads kommun.
| Namn                                  | Lämningstyp                 | Tillkomsttid | Historisk indelning | Plats | Läge                 | ID-nr          | Bild                                 |
| ------------------------------------- | --------------------------- | ------------ | ------------------- | ----- | -------------------- | -------------- | ------------------------------------ |
| Everöd 1:1                            | Hög                         |              | Everöd, Skåne       |       | 55.874927, 14.033361 | 10103800010001 | Ladda upp en bild av detta fornminne |
| Everöd 1:5                            | Hällristning                |              | Everöd, Skåne       |       | 55.874927, 14.033361 | 10103800010005 | Ladda upp en bild av detta fornminne |
| Everöd 2:1                            | Hög                         |              | Everöd, Skåne       |       | 55.876215, 14.032275 | 10103800020001 | Ladda upp en bild av detta fornminne |
| Everöd 2:2                            | Hög                         |              | Everöd, Skåne       |       | 55.876046, 14.032693 | 10103800020002 | Ladda upp en bild av detta fornminne |
| Everöd 4:1                            | Hög                         |              | Everöd, Skåne       |       | 55.871728, 14.022669 | 10103800040001 | Ladda upp en bild av detta fornminne |
| Everöd 4:2                            | Stensättning                |              | Everöd, Skåne       |       | 55.871767, 14.022379 | 10103800040002 | Ladda upp en bild av detta fornminne |
| Rännarehögarna (Everöd 5:1)           | Hög                         |              | Everöd, Skåne       |       | 55.901354, 14.059697 | 10103800050001 | Ladda upp en bild av detta fornminne |
| Rännarehögarna (Everöd 5:2)           | Hög                         |              | Everöd, Skåne       |       | 55.901577, 14.060818 | 10103800050002 | Ladda upp en bild av detta fornminne |
| Rännarehögarna (Everöd 5:3)           | Hög                         |              | Everöd, Skåne       |       | 55.901891, 14.061140 | 10103800050003 | Ladda upp en bild av detta fornminne |
| Jonhög (Everöd 6:1)                   | Hög                         |              | Everöd, Skåne       |       | 55.884443, 14.085963 | 10103800060001 | Ladda upp en bild av detta fornminne |
| Everöd 8:1                            | Grav markerad av sten/block |              | Everöd, Skåne       |       | 55.886338, 14.069505 | 10103800080001 | Ladda upp en bild av detta fornminne |
| Hattakullen, Borkehögen, (Everöd 9:1) | Hög                         |              | Everöd, Skåne       |       | 55.887658, 14.065162 | 10103800090001 | Ladda upp en bild av detta fornminne |
| Everöd 10:1                           | Hög                         |              | Everöd, Skåne       |       | 55.878437, 14.073772 | 10103800100001 | Ladda upp en bild av detta fornminne |
| Everöd 12:1                           | Gravfält                    |              | Everöd, Skåne       |       | 55.880758, 14.078120 | 10103800120001 | Ladda upp en bild av detta fornminne |
| Everöd 13:1                           | Stenkrets                   |              | Everöd, Skåne       |       | 55.904059, 14.075104 | 10103800130001 | Ladda upp en bild av detta fornminne |
| Slottsbacken (Everöd 14:1)            | Borg                        |              | Everöd, Skåne       |       | 55.896970, 14.102361 | 10103800140001 | Ladda upp en bild av detta fornminne |
| Everöd 15:1                           | Hög                         |              | Everöd, Skåne       |       | 55.900800, 14.060879 | 10103800150001 | Ladda upp en bild av detta fornminne |
| Everöd 15:2                           | Hög                         |              | Everöd, Skåne       |       | 55.900725, 14.060381 | 10103800150002 | Ladda upp en bild av detta fornminne |
| Värabacken (Everöd 16:1)              | Hög                         |              | Everöd, Skåne       |       | 55.889085, 14.070174 | 10103800160001 | Ladda upp en bild av detta fornminne |
| Everöd 17:1                           | Hög                         |              | Everöd, Skåne       |       | 55.882002, 14.067361 | 10103800170001 | Ladda upp en bild av detta fornminne |
| Marka skälshög (Everöd 28:1)          | Stensättning                |              | Everöd, Skåne       |       | 55.900604, 14.050718 | 10103800280001 | Ladda upp en bild av detta fornminne |
| Rännarehögarna (Everöd 32:1)          | Hög                         |              | Everöd, Skåne       |       | 55.902179, 14.062230 | 10103800320001 | Ladda upp en bild av detta fornminne |
| Everöd 33:1                           | Hög                         |              | Everöd, Skåne       |       | 55.899918, 14.060062 | 10103800330001 | Ladda upp en bild av detta fornminne |
| Everöd 56:1                           | Stensättning                |              | Everöd, Skåne       |       | 55.877279, 14.030836 | 10103800560001 | Ladda upp en bild av detta fornminne |
| Everöd 59:1                           | Hög                         |              | Everöd, Skåne       |       | 55.872871, 14.021384 | 10103800590001 | Ladda upp en bild av detta fornminne |
| Hålahög (Everöd 61:1)                 | Hög                         |              | Everöd, Skåne       |       | 55.878816, 14.050177 | 10103800610001 | Ladda upp en bild av detta fornminne |
| Everöd 67:1                           | Hög                         |              | Everöd, Skåne       |       | 55.877458, 14.072724 | 10103800670001 | Ladda upp en bild av detta fornminne |
| Everöd 68:1                           | Stensättning                |              | Everöd, Skåne       |       | 55.876861, 14.078143 | 10103800680001 | Ladda upp en bild av detta fornminne |
| Everöd 69:1                           | Hög                         |              | Everöd, Skåne       |       | 55.878682, 14.079402 | 10103800690001 | Ladda upp en bild av detta fornminne |
| Everöd 78:1                           | Stensättning                |              | Everöd, Skåne       |       | 55.912790, 14.060486 | 10103800780001 | Ladda upp en bild av detta fornminne |
| Everöd 79:1                           | Stensättning                |              | Everöd, Skåne       |       | 55.912500, 14.062485 | 10103800790001 | Ladda upp en bild av detta fornminne |
| Everöd 100:1                          | Hög                         |              | Everöd, Skåne       |       | 55.873551, 14.036409 | 10103801000001 | Ladda upp en bild av detta fornminne |
| Korrehög (Östra Sönnarslöv 350:1)     | Hög                         |              | Everöd, Skåne       |       | 55.876988, 14.071221 | 10116803500001 | Ladda upp en bild av detta fornminne |